# Андрыхув (гмина)
Андрыхув (пол. Andrychów) — городско-сельская гмина (волость) в Польше, входит как административная единица в Вадовицкий повет, Малопольское воеводство. Население — 42 933 человека (на 2004 год).

## Демография
| Перепись                       | Всего   | Всего | Женщины | Женщины | Мужчины | Мужчины |
| ------------------------------ | ------- | ----- | ------- | ------- | ------- | ------- |
| Единицы                        | человек | %     | человек | %       | человек | %       |
| Население                      | 42 933  | 100   | 21 923  | 51,1    | 21 010  | 48,9    |
| Плотность населения (чел./км²) | 426,8   | 426,8 | 217,9   | 217,9   | 208,8   | 208,8   |

## Сельские округа
1. Бжезинка
2. Инвалд
3. Рочины
4. Жики
5. Сулковице
6. Тарганице
7. Загурник